# Championnats d'Europe de biathlon 2000
 (août 2022).
Navigation
Édition précédente Édition suivante
Les championnats d'Europe de biathlon 2000, septième édition des championnats d'Europe de biathlon, ont lieu du 26 au 30 janvier 2000 à Zakopane, en Pologne.

## Résultats et podiums

### Moins de 26 ans

#### Hommes
| Épreuve           | Or                                                                                | Argent                                                                        | Bronze                                                                          |
| ----------------- | --------------------------------------------------------------------------------- | ----------------------------------------------------------------------------- | ------------------------------------------------------------------------------- |
| 10 km sprint      | Andreas Stitzl                                                                    | Ivan Masařík                                                                  | Oļegs Maļuhins                                                                  |
| 12.5 km poursuite | Tomasz Sikora                                                                     | Gunar Bretschneider                                                           | Andreas Stitzl                                                                  |
| 20 km individuel  | Zdeněk Vítek                                                                      | Ulf Karkoschka                                                                | Ilmārs Bricis                                                                   |
| Relais            | Allemagne- Gunar Bretschneider - Jan Wüstenfeld - Andreas Stitzl - Ulf Karkoschka | Pologne- Wiesław Ziemianin - Tomasz Sikora - Krzysztof Topór - Wojciech Kozub | Russie- Vladimir Bechterev - Mikhail Kochkin - Youri Batmanov - Pavel Mouslimov |

#### Femmes
| Épreuve          | Or                                                                                         | Argent                                                                       | Bronze                                                                     |
| ---------------- | ------------------------------------------------------------------------------------------ | ---------------------------------------------------------------------------- | -------------------------------------------------------------------------- |
| 7.5 km Sprint    | Magdalena Gwizdoń                                                                          | Magdalena Grzywa                                                             | Kati Wilhelm                                                               |
| 10 km Poursuite  | Magdalena Grzywa                                                                           | Svetlana Paramygina                                                          | Magdalena Gwizdoń                                                          |
| 15 km individuel | Iva Karagiozova                                                                            | Olga Romasko                                                                 | Simone Denkinger                                                           |
| Relais           | Slovaquie- Martina Schwarzbacherová - Anna Murínová - Marcela Pavkovčeková - Soňa Mihoková | Tchéquie- Kateřina Losmanová - Jitka Pesinová - Irena Česneková - Eva Háková | Allemagne- Peggy Wagenführ - Janet Klein - Simone Denkinger - Kati Wilhelm |